# Bermudas nos Jogos Olímpicos de Verão de 2004
Bermudas competiu nos Jogos Olímpicos de Verão de 2004, em Atenas, na Grécia.